# Mihai Zamfir
Mihai Zamfir (n. 6 noiembrie 1940, București, România) este un scriitor, istoric literar și critic literar român contemporan, profesor universitar la Universitatea din București, membru de onoare al Academiei Române.

## Studii
Urmează studiile liceale la Liceul teoretic „Dimitrie Cantemir” din București. Este absolvent al Facultății de Filologie a Universității din București, promoția 1962. A fost discipolul profesorului Tudor Vianu, în studenție participând la ședințele Cercului de stilistică, înființat și condus de profesorul Tudor Vianu. În perioada 1966-1967 urmează un stagiu de specializare în Franța, la Universitatea din Nisa, sub îndrumarea profesorului Pierre Guiraud. În 1967 revine în România și își va susține doctoratul în iulie 1970, cu teza Proza poetică românească în secolul al XIX-lea (coordonată de profesorul Șerban Cioculescu), devenind doctor în litere. Este specialist în stilistică, istorie literară și literatură comparată, și traducător din limba portugheză.

## Activitate didactică
Începe activitatea didactică în 1962, după absolvirea facultății, ca asistent la Facultatea de Litere. În decursul timpului parcurge toate gradele universitare. A fost profesor la Universitatea București, la catedra de literatură română a Facultății de litere, dar și la Facultatea de Limbi și Literaturi Străine, unde a predat cursuri de literatură portugheză.
Pe lângă activitatea didactică din țară, colaborează și cu universități din țările de limbă portugheză: între 1972-1975 este profesor auxiliar la Universitatea din Lisabona, iar după Revoluția din decembrie 1989 este profesor invitat la Lisabona (1990-1993) și Brasilia (1995). Din 2008 s-a retras de la Catedra de Literatură a Facultății de Litere.

## Activitate politică
În perioada 1970-1972 a fost consilier în Ministerul Învățământului. După Revoluția din decembrie 1989, în perioada 1990-1993 a deținut funcția de subsecretar de stat în Ministerul Educației și Cercetării. În perioada noiembrie 1997 - mai 2001 este ambasador al României în Portugalia. Din 2007, a fost ambasadorul României în Brazilia.

## Activitate literară
Debutul său literar se petrece în 1962, cu articole în revista Contemporanul. În decursul timpului publică literatură de specialitate, dar și literatură beletristică.

### Eseuri critice selective
- Proza poetică românească în secolul XX, 1971
- Imaginea ascunsă. Structura narativă a romanului proustian, 1976
- Formele liricii portugheze, 1985
- Cealaltă față a prozei, 1988[3]
- Din secolul romantic, 1989
- Discursul anilor 90, 1997[4]
- Jurnal indirect. Scrisori portugheze, 2006

### Romane
- Educație târzie, 1998
- Poveste de iarnă. Acasă, 2004
- Fetița, 2003
- Se înnoptează. Se lasă ceața, 2006

## Afilieri
- Membru al Uniunii Scriitorilor din România (1978)
- Membru al PEN-Clubului Portughez (1980)
- Membru al PEN-Clubului Român (1990)